# Tierpark Lübeck

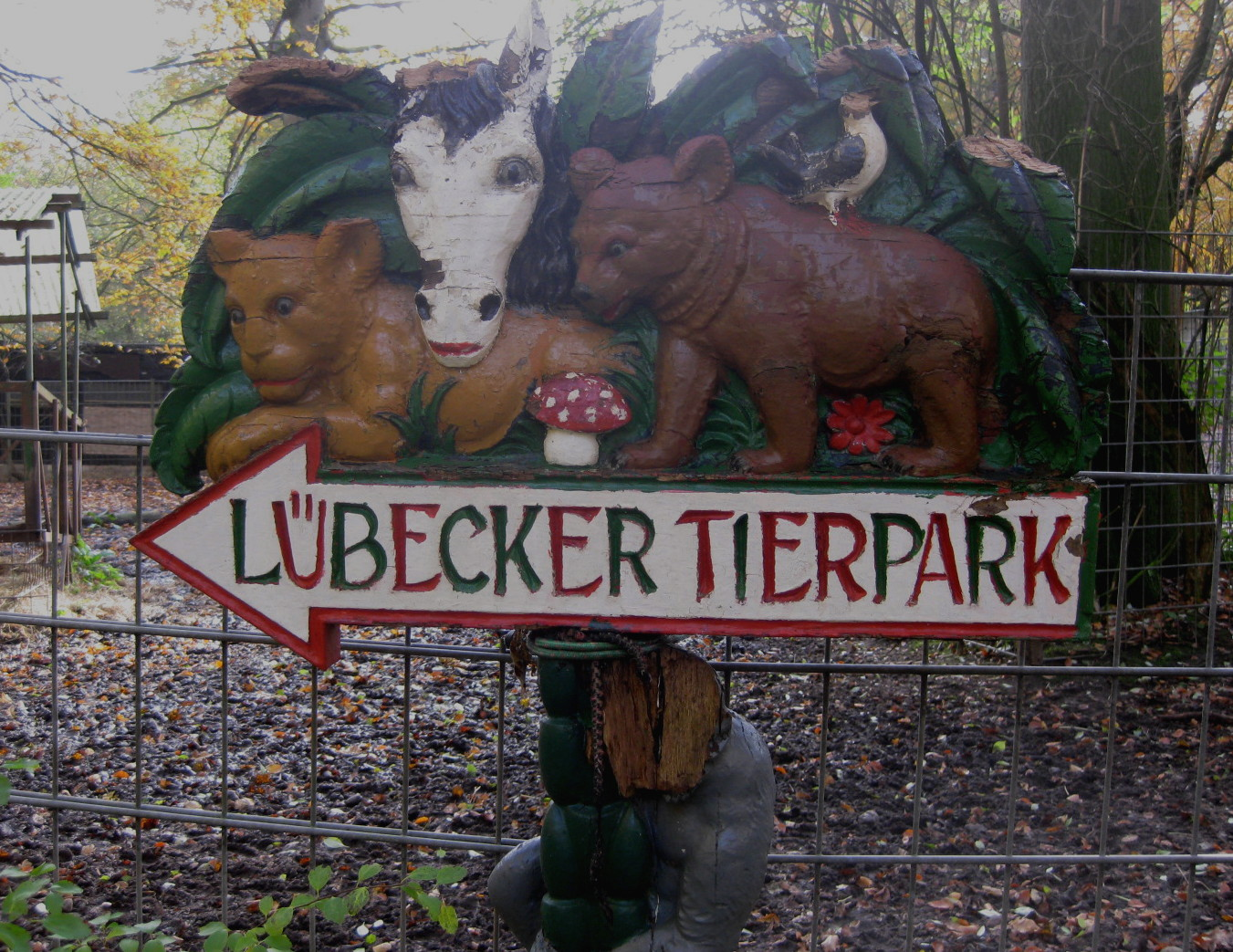
Hinweisschild zum inzwischen geschlossenen Tierpark (2010)

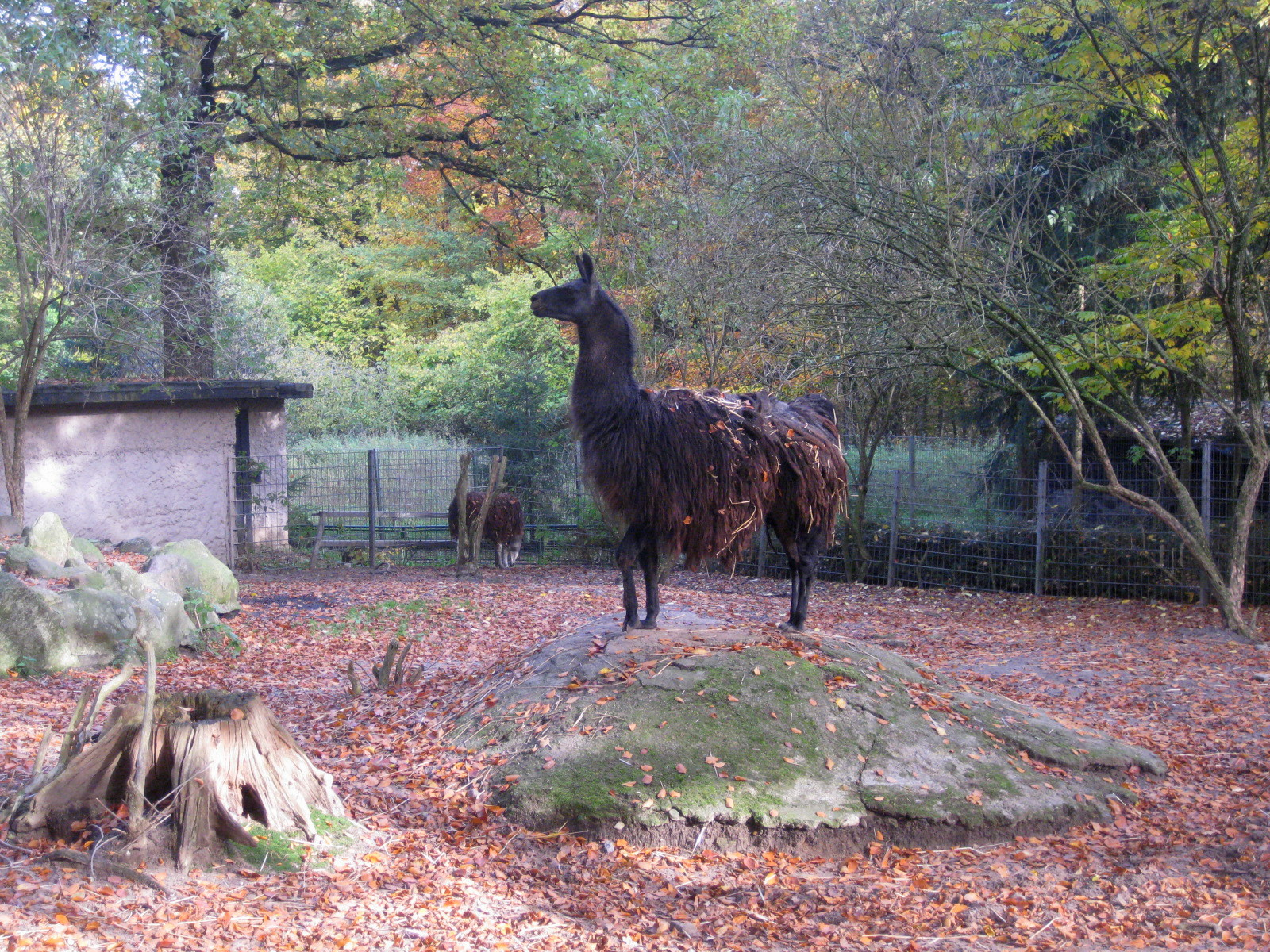
Guanako

Der Tierpark in Lübeck  war ein privat betriebener Tierpark, der 1950 gegründet wurde und bis 2010 bestand. Er hatte eine Fläche von 2,8 Hektar.
Der Tierpark lag in einem Vogelschutzgebiet an der Waldstraße im Hasselbruch von Israelsdorf nordwestlich der Bundesstraße 75 im Stadtteil St. Gertrud.

## Geschichte
1950 gründete die Dompteurin Lotte Walther einen Tierpark zunächst auf einem Gelände am Sandberg. Zum Bestand gehörten anfangs sieben Löwen, drei Bären, ein Wolf, zwei Silberfüchse, drei Affen, Pferde, Ponys und weitere Tiere. Im April 1952 zog der Tierpark auf das Gelände in Israelsdorf um, das zunächst für zehn  Jahre gepachtet war. Prominenter Besucher war im März 1953 Heinz Rühmann, um sich mit den Löwen Lotte Walthers vertraut zu machen, die mit ihm in einem seiner Filme auftraten.
Lotte Walthers eigener Tierbestand wuchs 1955 durch eine Löwin aus dem Besitz einer Hamburgerin auf 19, hinzu kamen Wildschweine, ein Rhesusaffe und Wildtiere. In den weiteren 1950er Jahren stieg die Zahl der Tiere auf 200. Bernhard Grzimek sprach sich im Februar 1964 in einem offenen Brief für einen Ausbau des Tierparks und Zuschüsse durch die Hansestadt Lübeck aus. In dieser Zeit hatte der Tierpark 60.000 bis 80.000 Besucher im Jahr. Eine Spendenaktion, die 1965 80.000 Mark einbrachte, sicherte das Fortbestehen des Tierparks. 1967 stellte die Stadt Lübeck 1,8 Hektar aus eigenem Besitz für den Tierpark bereit, er wurde im Laufe der Jahre erweitert und 1973 mit 3000 Besuchern neu eingeweiht.
Am 1. Juli 1976 übernahm nach Lotte Walthers Tod das Ehepaar Waltraut und Günter Lehmensiek, das dort bereits gearbeitet hatte, den Tierpark und führte ihn bis zu dessen Schließung.  Bei einem Tag der offenen Tür im Oktober 1984 hatte der Tierpark 8000 Besucher.
Wegen Tierquälerei forderte der Verein der Tierversuchsgegner 1993, den Tierpark zu schließen, der Senat der Hansestadt Lübeck sprach sich im Oktober 1993 jedoch für eine Fortführung aus. In einer Veröffentlichung der Zeitschrift Stern bezeichneten Fachleute den Tierpark im Juli 2000 als schlechteste Anlage in Deutschland.
Tierpatenschaften übernahmen im Laufe der Jahre Patrick Lindner, Carlo von Tiedemann, Jan Hofer, André Parker und Peter Oertling. Carlo von Tiedemann wurde mehrfach anonym belästigt und bedroht, nachdem er die Patenschaft für den Braunbären „Bruno“ übernommen hatte, der aus einem Zirkus in den Tierpark gekommen war.
Die Lübecker Bürgerschaft entschied am 22. Februar 2001, den Tierpark für artgerechte Haltung umzugestalten. 2006 kamen zwei Tiger für ein Jahr in den Tierpark, die die Stiftung von Brigitte Bardot dort untergebracht hatte. 2008 beschloss die Bürgerschaft die Abwicklung. Im Juni 2009 stellte das Umweltministerium Schleswig-Holsteins fest, dass der Tierpark EU-Auflagen zur Tierhaltung erfülle. Im November des Jahres beschloss die Bürgerschaft die Kündigung des Pachtvertrags für das Gelände zum Ende des Jahres 2011.
Am 31. Oktober 2010 wurde der Tierpark noch vor Ablauf des Pachtvertrags geschlossen, nachdem sich die Betreiber und die Hansestadt Lübeck auf diesen Termin geeinigt hatten. Für den Erhalt hatte sich zuletzt der Verein „Tiergartenfreunde Lübeck“ eingesetzt, der Deutsche Tierschutzbund, vertreten durch dessen Präsidenten Wolfgang Apel, dessen Schließung gefordert.
Die Tiere gingen zum Teil in den Tierpark „Arche Noah“ nach Grömitz, zwei Schimpansen in eine Auffangstation in Wales.
2016 wurden die zum Teil bereits verfallenen Gebäude auf dem Gelände abgerissen. Für die Abrissarbeiten wurden 20 Bäume gefällt sowie Sträucher beseitigt, was bei Anwohnern zu Irritationen führte.

### Braunbär „Bruno“

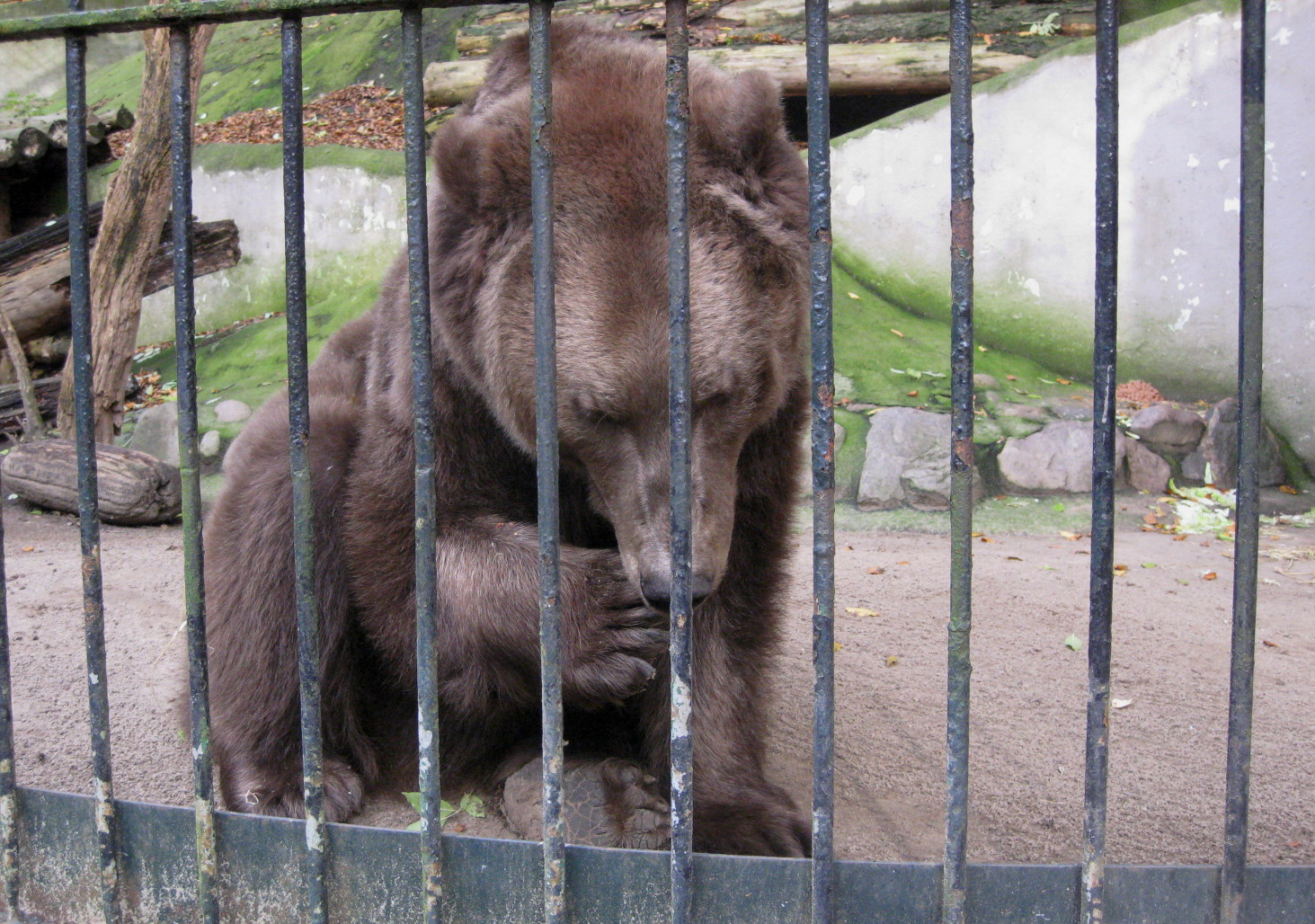
Braunbär „Bruno“, ehemaliger Zirkusbär

Bekanntestes Tier des Parks war der Braunbär „Bruno“. Er wurde 1976 geboren und war in verschiedenen Zirkussen eingesetzt worden, ehe er 1987 in den Tierpark aufgenommen wurde. Der künftige Aufenthaltsort „Brunos“ war nach der Schließung des Tierparks zunächst ungeklärt.
Die Deutsche Juristische Gesellschaft für Tierschutz (DJGT) forderte Anfang Dezember 2010 das sofortige Einschläfern des Tiers mit der Begründung, es sei krank, und für das Hinauszögern des Einschläferns fehle ein vernünftiger Grund. Eine Tierärztin  hatte im Auftrag der DJGT nach einem Besuch des Tierparks am 19. Oktober 2010 in einem Gutachten festgestellt, Bruno leide an Arthrose, zeige Verhaltensänderungen durch Schmerzen und habe Tumoren im Maul, weswegen er sein Fell nicht mehr pflegen könne.
In Lübeck erhob sich zum Teil scharfer Widerspruch gegen die Forderung, Bruno einzuschläfern. Er sei lediglich alt und habe als ältester in Gefangenschaft lebender Braunbär „Chancen, in das Guinness-Buch der Rekorde zu kommen“. Vertreter der Stadt und der zuständige Amtstierarzt beriefen sich auf den „Veterinary Visit Report“ der „International Zoo Veterinary Group“ vom 4. November 2010, worin die Unterbringung in einer angemessenen neuen Einrichtung angeraten wurde; ein Einschläfern sei nicht die beste Option. Ein Veterinär des Tierparks Hagenbeck sprach sich dafür aus, die Tierärzte entscheiden zu lassen, die Bruno am besten kennen.
Am 28. Mai 2011 wurde Bruno in den Bärenwald Müritz am Plauer See gebracht. In der von der Tierschutzorganisation Vier Pfoten betriebenen Einrichtung in Mecklenburg-Vorpommern werden Bären in einem 16 Hektar großen Freigehege gehalten.
Im Bärenwald Müritz wurde Bruno am 30. Juli 2011 mit Zustimmung Günter Lehmensieks eingeschläfert, nachdem sich sein Zustand seit dem 27. Juli zunehmend verschlechtert hatte. Lehmensiek vertrat die Auffassung, Bruno habe sich im Bärenwald nicht eingelebt und habe an Heimweh gelitten, was zu seinem Tod geführt habe.